# 谢尔盖·阿加诺夫
谢尔盖·赫里斯托福罗维奇·阿加诺夫（俄语：Сергей Христофорович Аганов，羅馬化：Sergey Hristoforovich Aganov；1917年6月4日—1996年2月1日）亚美尼亚人，苏联工程兵元帅。

## 生平
1917年生于阿斯特拉罕，1938年参加工农红军，参加过苏芬战争，任工程师。毕业于莫斯科军事工程学院。苏德战争爆发后奔赴前线。1942年加入苏联共产党。在列宁格勒和沃尔霍夫方面军作战，11月任工程兵独立师师长。战后在伏龙芝军事学院和总参军事学院进修。1955年11月起任工程军军长，1963年11月起在军事学院任系主任，1974年4月兼任院长。1980年5月7日晋升苏联工程兵元帅。在切尔诺贝利事件中动用工程兵的力量减缓了危机。1987年开始担任国防部总监察组总监。1992年退休。1996年1月2日在莫斯科逝世，葬于特罗耶库罗夫公墓。